# Sacha Zala
Sacha Zala (* 24. November 1968 in Poschiavo; heimatberechtigt in Brusio) ist ein Schweizer Historiker und Direktor der Forschungsstelle Diplomatische Dokumente der Schweiz (Dodis) sowie Titularprofessor für Schweizer und Neueste Allgemeine Geschichte an der Universität Bern.

## Leben
Sacha Zala wuchs im italienischsprachigen Puschlav im Kanton Graubünden auf und besuchte die Schulen in Campocologno und Poschiavo. Nach dem Besuch des Gymnasiums im Lyceum Alpinum Zuoz studierte er Geschichte, Politikwissenschaften und Staatsrecht an der Universität Bern und der University of North Carolina at Chapel Hill (USA).
Von 1997 bis 2000 war er wissenschaftlicher Mitarbeiter beim Projekt Internationalisierungsstrategien als Instrument schweizerischer Aussenpolitik des Nationalen Forschungsprogramms Grundlagen und Möglichkeiten der Schweizerischen Aussenpolitik (NFP 42). 1999 schloss er seine Dissertation ab (Geschichte unter der Schere politischer Zensur). An der Universität Bern war Zala von 1998 bis 2002 zuerst wissenschaftlicher Assistent von Judit Garamvölgyi und Marina Cattaruzza und danach Oberassistent für Neuere und Neueste Geschichte. Seit 1998 hat Zala diverse Lehraufträge an den Universitäten Bern, Zürich, Basel, Luzern, Neuenburg und Genf.
Seit 2000 ist er Mitglied der Forschungsgruppe der Diplomatischen Dokumente der Schweiz (Dodis), deren Direktor er 2008 wurde.
Viele Jahre engagierte er sich bei der Vereinigung Pro Grigioni Italiano (PGI), welche sich für die italienische Sprache und die Kultur des italienischsprachigen Graubündens einsetzt, ab 1999 als Vizepräsident und von 2005 bis 2013 als Zentralpräsident. 2019 erhielt er den Bündner Kulturpreis.
Seit dem Jahr 2000 übernahm Zala verschiedene Positionen in der Schweizerischen Gesellschaft für Geschichte (SGG), namentlich das Präsidium seit 2014.
Weitere Tätigkeiten:
- Historisches Lexikon der Schweiz (HLS): Mitglied des Stiftungsrates von 2005 bis 2016

- infoclio.ch – Die digitale Plattform der Schweizer Geschichtswissenschaft: seit Beginn 2005 Mitglied des Ausschusses und der Kommission der Schweizerischen Akademie der Geistes- und Sozialwissenschaften (SAGW)

- International Committee of Editors of Diplomatic Documents: Wahl zum Generalsekretär der neu gegründeten internationalen Organisation der Editoren diplomatischer Dokumente
- Projektleitung von Metagrid, einem Projekt der SAGW für die Online-Vernetzung von geisteswissenschaftlichen Ressourcen[5]

Seine Forschungsschwerpunkte sind die Geschichte der internationalen Beziehungen und der Aussenpolitik der Schweiz, historiographische Fragen, Geschichte der Geschichte, europäische Nationalismen, Minderheiten und Grenzregionen.
Zala wird von den Massenmedien oft zu historischen Themen um Auskunft angefragt, und zwar in mehreren Sprachen, die er alle fliessend spricht: neben seiner Muttersprache Italienisch Deutsch, Schweizerdeutsch, Französisch und Englisch.

## Werke (Auswahl)
- Gebändigte Geschichte. Amtliche Historiographie und ihr Malaise mit der Geschichte der Neutralität. 1945–1961 (Dossier des Schweizerischen Bundesarchivs, 7), Bern 1998.
- Geschichte unter der Schere politischer Zensur. Amtliche Aktensammlungen im internationalen Vergleich. München 2001 (Diss., Manuskript: Bern 1999).
- mit Madeleine Herren: Netzwerk Aussenpolitik. Internationale Organisationen und Kongresse als Instrumente der schweizerischen Aussenpolitik. 1914–1950 (= Schweizer Beiträge zur internationalen Geschichte. 5). Zürich 2002.